# Impacto ambiental da indústria energética

Consumo mundial de energia primária por tipo de energia.

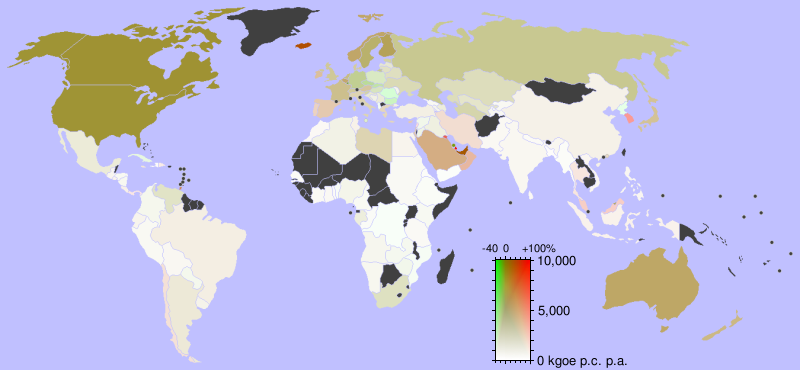
Consumo de energia per capita por país (2001). Tons vermelhos indicam aumento, tons verdes diminuição do consumo durante a década de 1990.

O impacto ambiental da indústria de energia é significativo, pois o consumo de energia e recursos naturais estão intimamente relacionados. Produzir, transportar ou consumir energia tem um impacto ambiental. A energia tem sido aproveitada por seres humanos por milênios. Inicialmente foi com o uso do fogo para luz, calor, cozinhar e para segurança, e seu uso pode ser rastreado há pelo menos 1,9 milhão de anos. Nos últimos anos tem havido uma tendência para o aumento da comercialização de várias fontes de energia renovável . Consensos científicos sobre algumas das principais atividades humanas que contribuem para o aquecimento global são consideradas como o aumento das concentrações de gases de efeito estufa, causando um efeito de aquecimento, mudanças globais na superfície terrestre, como o desmatamento, por um efeito de aquecimento, aumentando as concentrações de aerossóis, principalmente para um efeito de resfriamento.
Tecnologias que avançam rapidamente podem potencialmente alcançar uma transição de geração de energia, gestão de água e resíduos e produção de alimentos para melhores práticas ambientais e de uso de energia usando métodos de ecologia de sistemas e ecologia industrial.

## Problemas

### Das Alterações Climáticas

Conjuntos de dados de temperatura média global da superfície de várias organizações científicas mostram o progresso e a extensão do aquecimento global.

A influência do aquecimento (chamada de forçante radiativa) dos gases de efeito estufa de longa duração quase dobrou em 40 anos, com o dióxido de carbono e o metano sendo os principais impulsionadores do aquecimento global.

O consenso científico sobre o aquecimento global e as mudanças climáticas é que ele é causado por emissões antropogênicas de gases de efeito estufa, a maioria dos quais vem da queima de combustíveis fósseis com desmatamento e algumas práticas agrícolas também são grandes contribuintes. Um estudo de 2013 mostrou que dois terços das emissões industriais de gases de efeito estufa são devidos à produção de combustível fóssil (e cimento) de apenas noventa empresas em todo o mundo (entre 1751 e 2010, com metade emitida desde 1986).
Embora haja uma negação altamente divulgada das mudanças climáticas, a grande maioria dos cientistas que trabalham em climatologia aceitam que isso se deve à atividade humana. O relatório do IPCC Climate Change 2007: Climate Change Impacts, Adaptation and Vulnerability prevê que a mudança climática causará escassez de alimentos e água e aumento do risco de inundações que afetarão bilhões de pessoas, particularmente aquelas que vivem na pobreza.
Uma medição dos gases de efeito estufa e outras comparações de externalidade entre fontes de energia podem ser encontradas no projeto ExternE do Paul Scherrer Institut e da Universidade de Stuttgart, financiado pela Comissão Européia. De acordo com esse estudo, a eletricidade hidrelétrica produz as menores emissões de CO , a eólica produz a segunda menor, a energia nuclear produz a terceira menor e a solar fotovoltaica produz a quarta menor.
Da mesma forma, o mesmo estudo de pesquisa (ExternE, Externalities of Energy), realizado de 1995 a 2005, constatou que o custo de produção de eletricidade a partir de carvão ou petróleo dobraria em relação ao seu valor presente, e o custo de produção de eletricidade a partir do gás aumentaria 30% se fossem considerados os custos externos, como danos ao meio ambiente e à saúde humana, provenientes do material particulado no ar, óxidos de nitrogênio, cromo VI e emissões de arsênio produzidos por essas fontes. Estimou-se no estudo que esses custos de combustíveis fósseis externos, a jusante, chegam a 1-2% de todo o Produto Interno Bruto (PIB) da UE, e isso foi antes que o custo externo do aquecimento global dessas fontes fosse incluído. O estudo também descobriu que os custos ambientais e de saúde da energia nuclear, por unidade de energia entregue, foi de € 0,0019/kWh, o que foi considerado inferior ao de muitas fontes renováveis, incluindo a causada por biomassa e painéis solares fotovoltaicos, e foi trinta vezes inferior ao carvão a 0,06€/kWh, ou 6 cêntimos/kWh, sendo que as fontes de energia com os menores custos externos ambientais e de saúde a ela associados são a energia eólica a 0,0009€/kWh.

### Uso de biocombustível
O biocombustível é definido como combustível sólido, líquido ou gasoso obtido a partir de material biológico vivo ou sem vida relativamente recente e é diferente dos combustíveis fósseis, que são derivados de material biológico morto há muito tempo. Várias plantas e materiais derivados de plantas são usados para a fabricação de biocombustíveis.

#### Biodiesel
O alto uso de biodiesel leva a mudanças no uso da terra, incluindo o desmatamento.

#### Lenha
A colheita insustentável de lenha pode levar à perda de biodiversidade e à erosão devido à perda de cobertura florestal. Um exemplo disso é um estudo de 40 anos feito pela Universidade de Leeds sobre as florestas africanas, que representam um terço da floresta tropical total do mundo, o que demonstra que a África é um importante sumidouro de carbono. Um especialista em mudanças climáticas, Lee White afirma que "para se ter uma ideia do valor do sumidouro, está em questão a remoção de quase 5 bilhões de toneladas de dióxido de carbono da atmosfera por florestas tropicais intactas.
Segundo a ONU, o continente africano está perdendo floresta duas vezes mais rápido que o resto do mundo. "Era uma vez, a África ostentava sete milhões de quilômetros quadrados de floresta, mas um terço disso foi perdido, a maior parte para carvão."

### Uso de combustível fóssil

Emissão global de carbono fóssil por tipo de combustível, 1800–2007 AD.

Os três tipos de combustíveis fósseis são carvão, petróleo e gás natural . Foi estimado pela Energy Information Administration que em 2006 as fontes primárias de energia consistiam em petróleo 36,8%, carvão 26,6%, gás natural 22,9%, totalizando uma participação de 86% dos combustíveis fósseis na produção de energia primária no mundo.
Em 2013, a queima de combustíveis fósseis produziu cerca de 32 bilhões de toneladas (32 gigatoneladas ) de dióxido de carbono e poluição atmosférica adicional. Isso causou externalidades negativas de US$ 4,9 trilhões devido ao aquecimento global e problemas de saúde (> 150 US$/tonelada de dióxido de carbono).  O dióxido de carbono é um dos gases de efeito estufa que aumenta o forçamento radiativo e contribui para o aquecimento global, fazendo com que a temperatura média da superfície da Terra aumente em resposta, o que os cientistas do clima concordam que causará grandes efeitos adversos .

#### Gás
O gás natural é frequentemente descrito como o combustível fóssil mais limpo, produzindo menos dióxido de carbono por joule entregue do que o carvão ou o petróleo, e muito menos poluentes do que outros combustíveis fósseis. No entanto, em termos absolutos, contribui substancialmente para as emissões globais de carbono, e essa contribuição deverá crescer. De acordo com o Quarto Relatório de Avaliação do IPCC, em 2004 o gás natural produziu cerca de 5.300 Mt/ano de emissões de CO 2, enquanto o carvão e o petróleo produziram 10.600 e 10.200 respectivamente (Figura 4.4); mas até 2030, de acordo com uma versão atualizada do cenário de emissões do SRES B2, o gás natural seria a fonte de 11.000 Mt/ano, com carvão e petróleo agora 8.400 e 17.200, respectivamente. (Emissões globais totais para 2004 foram estimadas em mais de 27.200 Mt.)
Além disso, o próprio gás natural é um gás de efeito estufa muito mais potente que o dióxido de carbono quando liberado na atmosfera, mas é liberado em quantidades menores. Os impactos ambientais do gás natural também variam substancialmente em seus processos de extração, grande parte do gás natural é um subproduto da extração de petróleo altamente poluente e técnicas mais recentes de fraturamento hidráulico tornaram disponíveis reservas de gás natural que antes eram inacusáveis, mas com muito mais impactos ambientais e de saúde negativos. impactos que a extração tradicional de gás natural.

### Geração da eletricidade
O impacto ambiental da geração de eletricidade é significativo porque a sociedade moderna utiliza grandes quantidades de energia elétrica. Essa energia normalmente é gerada em usinas que convertem algum outro tipo de energia em energia elétrica. Cada um desses sistemas tem vantagens e desvantagens, mas muitos deles apresentam preocupações ambientais.

#### Poder nuclear

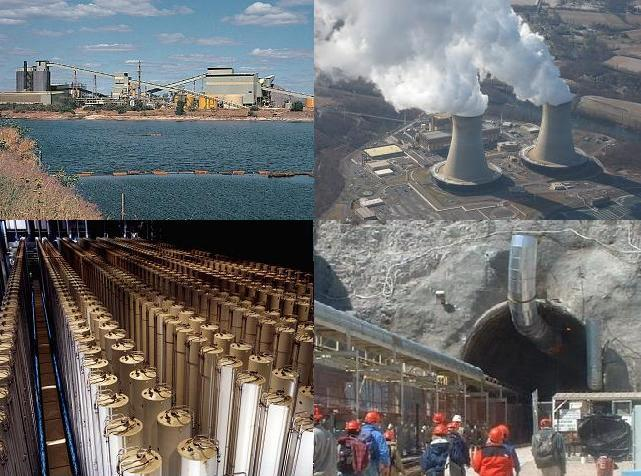
Atividades de energia nuclear envolvendo o meio ambiente; mineração, enriquecimento, geração e disposição geológica.

O impacto ambiental da energia nuclear resulta do ciclo do combustível nuclear, da operação e dos efeitos dos acidentes nucleares.
Os riscos rotineiros para a saúde e as emissões de gases de efeito estufa da energia de fissão nuclear são significativamente menores do que os associados ao carvão, petróleo e gás. No entanto, existe um potencial de "risco catastrófico" se a contenção falhar, o que em reatores nucleares pode ser causado por combustíveis superaquecidos que derretem e liberam grandes quantidades de produtos de fissão no meio ambiente. Os resíduos radioativos de vida mais longa, incluindo o combustível nuclear usado, devem ser contidos e isolados dos seres humanos e do meio ambiente por centenas de milhares de anos. O público é sensível a esses riscos e tem havido considerável oposição pública à energia nuclear. Apesar desse potencial de desastre, a poluição normal relacionada aos combustíveis fósseis ainda é consideravelmente mais prejudicial do que qualquer desastre nuclear anterior.
O acidente de Three Mile Island em 1979 e o desastre de Chernobyl em 1986, juntamente com os altos custos de construção, encerraram o rápido crescimento da capacidade global de energia nuclear. Uma outra liberação desastrosa de materiais radioativos ocorreu após o tsunami japonês de 2011 que danificou a Usina Nuclear de Fukushima I, resultando em explosões de gás hidrogênio e derretimentos parciais classificados como um evento de Nível 7 . A liberação em larga escala de radioatividade resultou na evacuação de pessoas de um 20 km de zona de exclusão montada ao redor da usina, semelhante aos 30 km de raio Zona de Exclusão de Chernobyl ainda em vigor.

## Mitigação

### Conservação de energia
A conservação de energia refere-se aos esforços feitos para reduzir o consumo de energia. A conservação de energia pode ser alcançada através do aumento do uso eficiente de energia, em conjunto com a diminuição do consumo de energia e/ou redução do consumo de fontes de energia convencionais.
A conservação de energia pode resultar em aumento do capital financeiro, qualidade ambiental, segurança nacional, segurança pessoal e conforto humano. Indivíduos e organizações que são consumidores diretos de energia optam por economizar energia para reduzir os custos de energia e promover a segurança econômica. Os usuários industriais e comerciais podem aumentar a eficiência do uso de energia para maximizar o lucro.
O aumento do uso global de energia também pode ser retardado ao combater o crescimento da população humana, usando medidas não coercitivas, como uma melhor prestação de serviços de planejamento familiar e capacitando (educando) as mulheres nos países em desenvolvimento.

### Política energética
A política energética é a maneira pela qual uma determinada entidade (geralmente governamental) decidiu abordar questões de desenvolvimento de energia, incluindo produção, distribuição e consumo de energia. Os atributos da política energética podem incluir legislação, tratados internacionais, incentivos ao investimento, diretrizes para conservação de energia, tributação e outras técnicas de políticas públicas.